# Guldbagge/Bester Film
Guldbagge: Bester Film
Gewinner des schwedischen Filmpreises Guldbagge in der Kategorie Bester Film (Bästa film). Das Schwedische Filminstitut vergibt seit 1964 alljährlich seine Auszeichnungen für die besten Filmproduktionen und Filmschaffenden des vergangenen Kinojahres Ende Januar beziehungsweise Anfang Februar auf einer abwechselnd in Stockholm oder Göteborg stattfindenden Gala.
Am erfolgreichsten in dieser Kategorie war der schwedische Regisseur Jan Troell (1971, 1992, 1997, 2002, 2009), dessen Filme fünfmal ausgezeichnet wurden. Je viermal prämiert wurden die Werke von Ingmar Bergman (1964, 1967, 1973, 1983) und Bo Widerberg (1966, 1969, 1977, 1996), gefolgt von Roy Andersson und Tage Danielsson mit je drei Siegen. Mit einem weiteren Sieg 1989 in der Kategorie Kreative Leistung (Kreativa insatser) ist Troell auch der am häufigsten geehrte Filmschaffende. 1969, 1985 und 1989 setzten sich mit Der weiße Sport, Jenseits von Mitleid – jenseits von Schmerz und Tillbaka till Ararat Dokumentarfilme durch.

## Preisträger

### 1964–1991
| Jahr | Preisträger                       | Deutscher Verleihtitel                      | Regie                                                        |                      |
| ---- | --------------------------------- | ------------------------------------------- | ------------------------------------------------------------ | -------------------- |
| 1964 | Tystnaden                         | Das Schweigen                               | Ingmar Bergman                                               |                      |
| 1965 | Bröllopsbesvär                    | Die schwedische Hochzeitsnacht              | Åke Falck                                                    |                      |
| 1966 | Heja Roland!                      | Hallo Roland                                | Bo Widerberg                                                 |                      |
| 1967 | Persona                           | Persona                                     | Ingmar Bergman                                               |                      |
| 1968 | Hugo och Josefin                  | Hugo und Josefin                            | Kjell Grede                                                  |                      |
| 1969 | Den vita sporten                  | Der weiße Sport                             | Bo Widerberg                                                 |                      |
| 1970 | Misshandlungen                    | Körperverletzung                            | Lars Lennart Forsberg                                        |                      |
| 1970 | En kärlekshistoria                | Eine schwedische Liebesgeschichte           | Roy Andersson                                                |                      |
| 1971 | Utvandrarna                       | Emigranten                                  | Jan Troell                                                   |                      |
| 1972 | Äppelkriget                       | Apfelkrieg                                  | Tage Danielsson                                              |                      |
| 1973 | Viskningar och rop                | Schreie und Flüstern                        | Ingmar Bergman                                               |                      |
| 1974 | En handfull kärlek                | nicht bekannt                               | Vilgot Sjöman                                                |                      |
| 1975 | Det sista äventyret               | nicht bekannt                               | Jan Halldoff                                                 |                      |
| 1976 | Släpp fångarne loss – det är vår! | nicht bekannt                               | Tage Danielsson                                              |                      |
| 1977 | Mannen på taket                   | Der Mann auf dem Dach                       | Bo Widerberg                                                 |                      |
| 1978 | Picassos äventyr                  | Die Abenteuer des Herrn Picasso             | Tage Danielsson                                              |                      |
| 1979 | Ett anständigt liv                | Ein anständiges Leben                       | Stefan Jarl                                                  |                      |
| 1980 | Mannen som blev miljonä           | nicht bekannt                               | Mats Arehn                                                   |                      |
| 1981 | Barnens ö                         | Heimliche Ausflüge                          | Kay Pollak                                                   |                      |
| 1982 | Den enfaldige mördaren            | Der einfältige Mörder                       | Hans Alfredson                                               |                      |
| 1983 | Fanny och Alexander               | Fanny und Alexander                         | Ingmar Bergman                                               |                      |
| 1984 | Preis nicht vergeben              | Preis nicht vergeben                        | Preis nicht vergeben                                         | Preis nicht vergeben |
| 1985 | Smärtgränsen                      | Jenseits von Mitleid – jenseits von Schmerz | Agneta Elers-Jarleman                                        |                      |
| 1986 | Mitt liv som hund                 | Mein Leben als Hund                         | Lasse Hallström                                              |                      |
| 1987 | Offret                            | Opfer                                       | Andrei Tarkowski                                             |                      |
| 1988 | Pelle Erövraren                   | Pelle, der Eroberer                         | Bille August                                                 |                      |
| 1989 | Tillbaka till Ararat              | nicht bekannt                               | Jim Downing Göran Gunér Per-Åke Holmquist Suzanne Khardalian |                      |
| 1989 | Vid vägen                         | nicht bekannt                               | Max von Sydow                                                |                      |
| 1990 | Miraklet i Valby                  | Valby – Das Geheimnis im Moor               | Åke Sandgren                                                 |                      |
| 1991 | God afton, herr Wallenberg        | Guten Abend, Herr Wallenberg                | Kjell Grede                                                  |                      |

### Preisträger und Nominierungen von 1992 bis 1999
1992
Il Capitano – Regie: Jan Troell
Agnes Cecilia – en sällsam historia – Anders Grönros
Unterirdisches Geheimnis (Underjordens hemlighet) – Regie Clas Lindberg

1993
Fannys Farm (Änglagård) – Regie: Colin Nutley
Mein großer starker Vater (Min store tjocke far) – Regie: Kjell-Åke Andersson
Die besten Absichten (Den goda viljan) – Regie: Bille August

1994
Die Schleuder (Kådisbellan) – Regie: Åke Sandgren
Kommissar Beck: Der Mann auf dem Balkon (Mannen på balkongen) – Regie: Daniel Alfredson
Pariserhjulet – Regie: Clas Lindberg

1995
En pizza i Jordbro – Regie: Rainer Hartleb
Kalle und die Engel (Kalle och änglarna) – Regie: Ole Björn Salvesen
Pumans dotter – Regie: Ulf Hultberg und Åsa Faringer

1996
Schön ist die Jugendzeit (Lust och fägring stor) – Regie: Bo Widerberg
En på miljonen – Regie: Måns Herngren und Hannes Holm
Pensionat Oskar – Regie: Susanne Bier

1997
Hamsun – Regie: Jan Troell
Die Spur der Jäger (Jägarna) – Regie: Kjell Sundvall
Juloratoriet – Regie: Kjell-Åke Andersson

1998
Tic Tac – Regie: Daniel Alfredson
Adam & Eva – Regie: Måns Herngren und Hannes Holm
Flucht ohne Ausweg (Spring för livet) – Regie: Richard Hobert

1999
Raus aus Åmål (Fucking Åmål) – Regie: Lukas Moodysson
Leben um jeden Preis (Liv till varje pris) – Stefan Jarl
Veranda för en tenor – Regie: Lisa Ohlin

### Preisträger und Nominierungen von 2000 bis 2009
2000
Tsatsiki – Tintenfische und erste Küsse (Tsatsiki, morsan och polisen) – Regie: Ella Lemhagen
Tiden är en dröm – Regie: Jan Lindkvist
Zero Tolerance – Zeugen in Angst (Noll tolerans) – Regie: Anders Nilsson

2001
Songs from the Second Floor (Sånger från andra våningen) – Regie: Roy Andersson
Jalla! Jalla! Wer zu spät kommt ... (Jalla! Jalla!) – Regie: Josef Fares
Vingar av glas – Regie: Reza Bagher

2002
So weiß wie Schnee (Så vit som en snö) – Regie: Jan Troell
En sång för Martin – Regie: Bille August
Leva livet – Regie: Mikael Håfström

2003
Lilja 4-ever – Regie: Lukas Moodysson
Alla älskar Alice – Regie: Richard Hobert
Der Typ vom Grab nebenan... (oder wo die Liebe hinfällt) (Grabben i graven bredvid) – Regie: Kjell Sundvall

2004
Evil (Ondskan) – Regie: Mikael Håfström
Elina (Elina – Som om jag inte fanns) – Regie: Klaus Härö
Om jag vänder mig om – Regie: Björn Runge

2005
Zurück nach Dalarna (Masjävlar) – Regie: Maria Blom
Fyra nyanser av brunt – Regie: Tomas Alfredson
Wie im Himmel (Så som i himmelen) – Regie: Kay Pollak

2006
Ninas resa  – Regie: Lena Einhorn
Mun mot mun – Regie: Björn Runge
Zozo – Regie: Josef Fares

2007
Förortsungar – Regie: Ylva Gustavsson und Catti Edfeldt
Farväl Falkenberg – Regie: Jesper Ganslandt
Storm – Regie: Måns Mårlind und Björn Stein

2008
Das jüngste Gewitter (Du levande) – Regie: Roy Andersson
Darling – Regie: Johan Kling
Leo – Regie: Josef Fares

2009
Die ewigen Momente der Maria Larsson (Maria Larssons eviga ögonblick) – Regie: Jan Troell
De ofrivilliga – Regie: Ruben Östlund
So finster die Nacht (Låt den rätte komma in) – Regie: Tomas Alfredson

### Preisträger und Nominierungen von 2010 bis 2019
2010
Verblendung (Män som hatar kvinnor) – Regie: Niels Arden Oplev
Prinsessa – Regie: Teresa Fabik
I taket lyser stjärnorna – Regie: Lisa Siwe

2011
Sebbe – Regie: Babak Najafi
Im Weltraum gibt es keine Gefühle (I rymden finns inga känslor) – Regie: Andreas Öhman
Bessere Zeiten (Svinalängorna) – Regie: Pernilla August

2012
Apflickorna – Regie: Lisa Aschan
Play – Nur ein Spiel? (Play) – Regie: Ruben Östlund
Simon (Simon och Ekarna) – Regie: Lisa Ohlin

2013
Äta Sova Dö – Regie: Gabriela Pichler
Call Girl – Regie: Mikael Marcimain
Searching for Sugar Man – Regie: Malik Bendjelloul

2014
Återträffen – Regie: Anna Odell
Monica Z – Regie: Per Fly
Känn ingen sorg – Regie: Måns Mårlind und Björn Stein

2015
Höhere Gewalt (Turist) – Regie: Ruben Östlund
Eine Taube sitzt auf einem Zweig und denkt über das Leben nach (En duva satt på en gren och funderade på tillvaron) – Regie: Roy Andersson
Gentlemen – Regie: Mikael Marcimain

2016
Efterskalv – Regie: Magnus von Horn
Stella (Min lilla syster) – Regie: Sanna Lenken
Ein Mann namens Ove (En man som heter Ove) – Regie: Hannes Holm

2017
Jätten – Regie: Johannes Nyholm
Der Hunderteinjährige, der die Rechnung nicht bezahlte und verschwand (Hundraettåringen som smet från notan och försvann) – Regie: Felix Herngren und Måns Herngren
Min faster i Sarajevo – Regie: Goran Kapetanovic
Skörheten – Regie: Ahang Bashi
Der Müllhubschrauber (Sophelikoptern) – Regie: Jonas Selberg Augustsén

2018
Die Nile Hilton Affäre (The Nile Hilton Incident) – Regie: Tarik Saleh
Borg/McEnroe – Regie: Janus Metz
Korparna – Regie: Jens Assur
Das Mädchen aus dem Norden (Sameblod) – Regie: Amanda Kernell
The Square – Regie: Ruben Östlund

2019
Border (Gräns) – Regie: Ali Abbasi
Astrid (Unga Astrid) – Regie: Pernille Fischer Christensen
The Deminer – Regie: Hogir Hirori
Goliat – Regie: Peter Grönlund
The Unthinkable – Die unbekannte Macht (Den blomstertid nu kommer) – Regie: Victor Danell

### Preisträger und Nominierungen ab dem Jahr 2020
2020
Als wir tanzten (And Then We Danced) – Regie: Levan Akin
438 dagar – Regie: Jesper Ganslandt
Sune – Best Man – Regie: Jon Holmberg
Transnistra – Regie: Anna Eborn
Über die Unendlichkeit (Om det oändliga) – Regie: Roy Andersson
2021
Spring Uje spring – Regie: Henrik Schyffert
Charter – Regie: Amanda Kernell
Ich bin Greta (Greta) – Regie: Nathan Grossman
Orca – Regie: Josephine Bornebusch
Scheme Birds – Regie: Ellen Fiske und Ellinor Hallin
2022
Clara Sola – Regie: Nathalie Álvarez Mesén
The Most Beautiful Boy in the World (Världens vackraste pojke) – Regie: Kristina Lindström und Kristian Petri
Pleasure – Regie: Ninja Thyberg
Tiger (Tigrar) – Regie: Ronnie Sandahl
Utvandrerna – Regie: Erik Poppe
2023
Triangle of Sadness – Regie: Ruben Östlund
Die Kairo Verschwörung (Boy from Heaven) – Regie: Tarik Saleh
Comedy Queen – Regie: Sanna Lenken
Historjá – Stygn för Sápmi – Regie: Thomas Jackson
Ich bin Zlatan (Jag är Zlatan) – Regie: Jens Sjögren